# ROH Manhattan Mayhem
ROH Manhattan Mayhem est un pay-per-view de la Ring of Honor (ROH) disponible uniquement en paiement à la séance. La première édition de cet évènement eut lieu en 2005. Cinq éditions ont eu lieu depuis sa création et se déroule tous les 2 ans à Manhattan dans l'état de New York. Ce show est disponible via internet depuis 2013.

## Historique
| Événement            | Date         | Lieu                 | Ville               | Spectateurs | Événement principal |
| -------------------- | ------------ | -------------------- | ------------------- | ----------- | --- |
| Manhattan Mayhem     | 7 mai 2005   | Manhattan Center     | Manhattan, New York | 800         | Low-Ki & Homicide vs. Samoa Joe & Jay Lethal                                                                                               |
| Manhattan Mayhem II  | 25 août 2007 | Manhattan Center     | Manhattan, New York |             | Briscoe Brothers (Jay Briscoe & Mark Briscoe) vs. Kevin Steen & El Generico pour les ROH World Tag Team Championship                       |
| Manhattan Mayhem III | 13 juin 2009 | Manhattan Center     | Manhattan, New York |             | Jerry Lynn (c) vs. Austin Aries vs. Tyler Black pour le ROH World Championship                                                             |
| Manhattan Mayhem IV  | 19 mars 2011 | Manhattan Center     | Manhattan, New York | 1 060       | Roderick Strong (c) vs. Eddie Edwards pour le ROH World Championship                                                                       |
| Manhattan Mayhem V   | 17 août 2013 | Hammerstein Ballroom | Manhattan, New York |             | The American Wolves (Eddie Edwards & Davey Richards) (c) vs. reDRagon (Kyle O'Reilly & Bobby Fish) pour le ROH World Tag Team Championship |